# Collégien
 Collégien  es una población y comuna francesa, en la región de Isla de Francia, departamento de Sena y Marne, en el distrito de Torcy y cantón de Torcy.

## Demografía
| 139                       | 148 | 140 | 138 | 146 | 133 | 162 | 149 | 137 | 154 | 160 | 159 | 165 | 179 | 159 | 168 | 141 | 162 | 162 | 153 | 174 | 157 | 153 | 139 | 146 | 126 | 176 | 215 | 264 | 281 | 818 | 2 331 | 2 983 | 3165 | 3 149 |
| (Fuente: INSEE y Cassini) |     |     |     |     |     |     |     |     |     |     |     |     |     |     |     |     |     |     |     |     |     |     |     |     |     |     |     |     |     |     |       |       |      |       |